# 368 Dywizja Strzelecka (ZSRR)
368 Dywizja Strzelecka (ros. 368-я стрелковая дивизия) – związek taktyczny (dywizja) Armii Czerwonej.
Sformowana w 1941, w związku z niemiecką agresją na ZSRR. Broniła Karelii przed wojskami niemieckimi i fińskimi, zajęła Kirkenes. Wojnę zakończyła na dalekiej północy Norwegii (Finnmark).